# Medaliści igrzysk olimpijskich w lekkoatletyce – biegi przez płotki

## Biegi przez płotki

### Bieg na 110 metrów przez płotki
Konkurencja obecna jest w programie nieprzerwanie od pierwszej edycji letnich igrzysk olimpijskich. Liderami klasyfikacji zawodników są ex aequo Amerykanie Lee Calhoun i Roger Kingdom, którzy zdobyli po dwa złote medale. Wśród reprezentacji liderem są Stany Zjednoczone, które w dorobku posiadają 19 złotych, 21 srebrny i 19 brązowych medali. W poniższej tabeli przedstawiono wszystkich medalistów igrzysk olimpijskich w biegu na 110 m przez płotki w latach 1896–2021.
| Rok i miejsce        |                   | Złoto            |                   | Srebro            |                   | Brąz                | Źr.    |
| -------------------- | ----------------- | ---------------- | ----------------- | ----------------- | ----------------- | ------------------- | ------ |
| 1896, Ateny          | Stany Zjednoczone | Thomas Curtis    | Wielka Brytania   | Grantley Goulding | –                 |                     | [ 1 ]  |
| 1900, Paryż          | Stany Zjednoczone | Alvin Kraenzlein | Stany Zjednoczone | John McLean       | Stany Zjednoczone | Frederick Moloney   | [ 2 ]  |
| 1904, St. Louis      | Stany Zjednoczone | Frederick Schule | Stany Zjednoczone | Thaddeus Shideler | Stany Zjednoczone | Lesley Ashburner    | [ 3 ]  |
| 1908, Londyn         | Stany Zjednoczone | Forrest Smithson | Stany Zjednoczone | John Garrels      | Stany Zjednoczone | Arthur Shaw         | [ 4 ]  |
| 1912, Sztokholm      | Stany Zjednoczone | Frederick Kelly  | Stany Zjednoczone | James Wendell     | Stany Zjednoczone | Martin Hawkins      | [ 5 ]  |
| 1920, Antwerpia      | Kanada            | Earl Thomson     | Stany Zjednoczone | Harold Barron     | Stany Zjednoczone | Feg Murray          | [ 6 ]  |
| 1924, Paryż          | Stany Zjednoczone | Daniel Kinsey    |                   | Sidney Atkinson   | Szwecja           | Sten Pettersson     | [ 7 ]  |
| 1928, Amsterdam      |                   | Sidney Atkinson  | Stany Zjednoczone | Steve Anderson    | Stany Zjednoczone | John Collier        | [ 8 ]  |
| 1932, Los Angeles    | Stany Zjednoczone | George Saling    | Stany Zjednoczone | Percy Beard       | Wielka Brytania   | Donald Finlay       | [ 9 ]  |
| 1936, Berlin         | Stany Zjednoczone | Forrest Towns    | Wielka Brytania   | Donald Finlay     | Stany Zjednoczone | Frederick Pollard   | [ 10 ] |
| 1948, Londyn         | Stany Zjednoczone | William Porter   | Stany Zjednoczone | Clyde Scott       | Stany Zjednoczone | Craig Dixon         | [ 11 ] |
| 1952, Antwerpia      | Stany Zjednoczone | Harrison Dillard | Stany Zjednoczone | Jack Davis        | Stany Zjednoczone | Arthur Barnard      | [ 12 ] |
| 1956, Melbourne      | Stany Zjednoczone | Lee Calhoun      | Stany Zjednoczone | Jack Davis        | Stany Zjednoczone | Joel Shankle        | [ 13 ] |
| 1960, Rzym           | Stany Zjednoczone | Lee Calhoun      | Stany Zjednoczone | Willie May        | Stany Zjednoczone | Hayes Jones         | [ 14 ] |
| 1964, Tokio          | Stany Zjednoczone | Hayes Jones      | Stany Zjednoczone | Blaine Lindgren   |                   | Anatolij Michajłow  | [ 15 ] |
| 1968, Meksyk         | Stany Zjednoczone | Willie Davenport | Stany Zjednoczone | Ervin Hall        | Włochy            | Eddy Ottoz          | [ 16 ] |
| 1972, Monachium      | Stany Zjednoczone | Rod Milburn      | Francja           | Guy Drut          | Stany Zjednoczone | Thomas Hill         | [ 17 ] |
| 1976, Montreal       | Francja           | Guy Drut         | Kuba              | Alejandro Casañas | Stany Zjednoczone | Willie Davenport    | [ 18 ] |
| 1980, Moskwa         |                   | Thomas Munkelt   | Kuba              | Alejandro Casañas |                   | Aleksandr Puczkow   | [ 19 ] |
| 1984, Los Angeles    | Stany Zjednoczone | Roger Kingdom    | Stany Zjednoczone | Greg Foster       | Finlandia         | Arto Bryggare       | [ 20 ] |
| 1988, Seul           | Stany Zjednoczone | Roger Kingdom    | Wielka Brytania   | Colin Jackson     | Stany Zjednoczone | Tonie Campbell      | [ 21 ] |
| 1992, Barcelona      | Kanada            | Mark McKoy       | Stany Zjednoczone | Tony Dees         | Stany Zjednoczone | Jack Pierce         | [ 22 ] |
| 1996, Atlanta        | Stany Zjednoczone | Allen Johnson    | Stany Zjednoczone | Mark Crear        | Niemcy            | Florian Schwarthoff | [ 23 ] |
| 2000, Sydney         | Kuba              | Anier García     | Stany Zjednoczone | Terrence Trammell | Stany Zjednoczone | Mark Crear          | [ 24 ] |
| 2004, Ateny          |                   | Liu Xiang        | Stany Zjednoczone | Terrence Trammell | Kuba              | Anier García        | [ 25 ] |
| 2008, Pekin          | Kuba              | Dayron Robles    | Stany Zjednoczone | David Payne       | Stany Zjednoczone | David Oliver        | [ 26 ] |
| 2012, Londyn         | Stany Zjednoczone | Aries Merritt    | Stany Zjednoczone | Jason Richardson  | Jamajka           | Hansle Parchment    | [ 27 ] |
| 2016, Rio de Janeiro | Jamajka           | Omar McLeod      | Hiszpania         | Orlando Ortega    | Francja           | Dimitri Bascou      | [ 28 ] |
| 2021, Tokio          | Jamajka           | Hansle Parchment | Stany Zjednoczone | Grant Holloway    | Jamajka           | Ronald Levy         | [ 29 ] |

### Bieg na 200 metrów przez płotki
Konkurencja obecna była w programie igrzysk jedynie dwa razy – zadebiutowała na II Letnich Igrzyskach Olimpijskich w 1900 roku, po raz ostatni konkurowano w niej 4 lata później, na igrzyskach w St. Louis. Liderami klasyfikacji zawodników są Amerykanie Harry Hillman i Alvin Kraenzlein, którzy zdobyli po jednym złotym medalu. Reprezentanci Stanów Zjednoczonych zdobyli większość medali, jeden srebrny medal wywalczył reprezentant Indii Brytyjskich. W poniższej tabeli przedstawiono wszystkich medalistów igrzysk olimpijskich w biegu na 200 m przez płotki w latach 1900–1904.
| Rok i miejsce   |                   | Złoto            |                   | Srebro           |                   | Brąz             | Źr.    |
| --------------- | ----------------- | ---------------- | ----------------- | ---------------- | ----------------- | ---------------- | ------ |
| 1900, Paryż     | Stany Zjednoczone | Alvin Kraenzlein | Indie Brytyjskie  | Norman Pritchard | Stany Zjednoczone | Walter Tewksbury | [ 30 ] |
| 1904, St. Louis | Stany Zjednoczone | Harry Hillman    | Stany Zjednoczone | Frank Castleman  | Stany Zjednoczone | George Poage     | [ 31 ] |

### Bieg na 400 metrów przez płotki
Konkurencja obecna jest w programie od drugiej edycji letnich igrzysk olimpijskich. Od tego momentu rozgrywano ją niemal na wszystkich edycjach igrzysk – wyjątkiem są igrzyska w Sztokholmie, organizowane w 1912 roku. Liderem klasyfikacji zawodników jest Amerykanin Edwin Moses, który zdobył dwa złote i jeden brązowy medal. Wśród reprezentacji liderem są Stany Zjednoczone, które w dorobku posiadają 19 złotych, 13 srebrny i 11 brązowych medali. W poniższej tabeli przedstawiono wszystkich medalistów igrzysk olimpijskich w biegu na 400 m przez płotki w latach 1900–1908 oraz 1920–2021.
| Rok i miejsce        |                   | Złoto            |                   | Srebro                  |                   | Brąz                 | Źr.    |
| -------------------- | ----------------- | ---------------- | ----------------- | ----------------------- | ----------------- | -------------------- | ------ |
| 1900, Paryż          | Stany Zjednoczone | Walter Tewksbury | Francja           | Henri Tauzin            | Kanada            | George Orton         | [ 32 ] |
| 1904, St. Louis      | Stany Zjednoczone | Harry Hillman    | Stany Zjednoczone | Frank Waller            | Stany Zjednoczone | George Poage         | [ 33 ] |
| 1908, Londyn         | Stany Zjednoczone | Charles Bacon    | Stany Zjednoczone | Harry Hillman           | Wielka Brytania   | Leonard Tremeer      | [ 34 ] |
| 1920, Antwerpia      | Stany Zjednoczone | Frank Loomis     | Stany Zjednoczone | John Norton             | Stany Zjednoczone | August Desch         | [ 35 ] |
| 1924, Paryż          | Stany Zjednoczone | Morgan Taylor    | Finlandia         | Erik Wilén              | Stany Zjednoczone | Ivan Riley           | [ 36 ] |
| 1928, Amsterdam      | Wielka Brytania   | David Burghley   | Stany Zjednoczone | Frank Cuhel             | Stany Zjednoczone | Morgan Taylor        | [ 37 ] |
| 1932, Los Angeles    | Irlandia          | Bob Tisdall      | Stany Zjednoczone | Glenn Hardin            | Stany Zjednoczone | Morgan Taylor        | [ 38 ] |
| 1936, Berlin         | Stany Zjednoczone | Glenn Hardin     | Kanada            | John Loaring            | Filipiny          | Miguel White         | [ 39 ] |
| 1948, Londyn         | Stany Zjednoczone | Roy Cochran      |                   | Duncan White            | Szwecja           | Rune Larsson         | [ 40 ] |
| 1952, Antwerpia      | Stany Zjednoczone | Charles Moore    |                   | Jurij Litujew           | Nowa Zelandia     | John Holland         | [ 41 ] |
| 1956, Melbourne      | Stany Zjednoczone | Glenn Davis      | Stany Zjednoczone | Eddie Southern          | Stany Zjednoczone | Josh Culbreath       | [ 42 ] |
| 1960, Rzym           | Stany Zjednoczone | Glenn Davis      | Stany Zjednoczone | Clifton Cushman         | Stany Zjednoczone | Dick Howard          | [ 43 ] |
| 1964, Tokio          | Stany Zjednoczone | Rex Cawley       | Wielka Brytania   | John Cooper             | Włochy            | Salvatore Morale     | [ 44 ] |
| 1968, Meksyk         | Wielka Brytania   | David Hemery     |                   | Gerhard Hennige         | Wielka Brytania   | John Sherwood        | [ 45 ] |
| 1972, Monachium      | Uganda            | John Akii-Bua    | Stany Zjednoczone | Ralph Mann              | Wielka Brytania   | David Hemery         | [ 46 ] |
| 1976, Montreal       | Stany Zjednoczone | Edwin Moses      | Stany Zjednoczone | Michael Shine           |                   | Jewgienij Gawrilenko | [ 47 ] |
| 1980, Moskwa         |                   | Volker Beck      |                   | Wasyl Archypenko        | Wielka Brytania   | Gary Oakes           | [ 48 ] |
| 1984, Los Angeles    | Stany Zjednoczone | Edwin Moses      | Stany Zjednoczone | Danny Harris            |                   | Harald Schmid        | [ 49 ] |
| 1988, Seul           | Stany Zjednoczone | André Phillips   | Senegal           | Amadou Dia Ba           | Stany Zjednoczone | Edwin Moses          | [ 50 ] |
| 1992, Barcelona      | Stany Zjednoczone | Kevin Young      | Jamajka           | Winthrop Graham         | Wielka Brytania   | Kriss Akabusi        | [ 51 ] |
| 1996, Atlanta        | Stany Zjednoczone | Derrick Adkins   | Zambia            | Samuel Matete           | Stany Zjednoczone | Calvin Davis         | [ 52 ] |
| 2000, Sydney         | Stany Zjednoczone | Angelo Taylor    | Arabia Saudyjska  | Hadi Soua’an Al-Somaily | Południowa Afryka | Llewellyn Herbert    | [ 53 ] |
| 2004, Ateny          | Dominikana        | Félix Sánchez    | Jamajka           | Danny McFarlane         | Francja           | Naman Keïta          | [ 54 ] |
| 2008, Pekin          | Stany Zjednoczone | Angelo Taylor    | Stany Zjednoczone | Kerron Clement          | Stany Zjednoczone | Bershawn Jackson     | [ 55 ] |
| 2012, Londyn         | Dominikana        | Félix Sánchez    | Stany Zjednoczone | Michael Tinsley         | Portoryko         | Javier Culson        | [ 56 ] |
| 2016, Rio de Janeiro | Stany Zjednoczone | Kerron Clement   | Kenia             | Boniface Tumuti         | Turcja            | Yasmani Copello      | [ 57 ] |
| 2021, Tokio          | Norwegia          | Karsten Warholm  | Stany Zjednoczone | Rai Benjamin            | Brazylia          | Alison dos Santos    | [ 58 ] |